# Castillo de Mow Cop

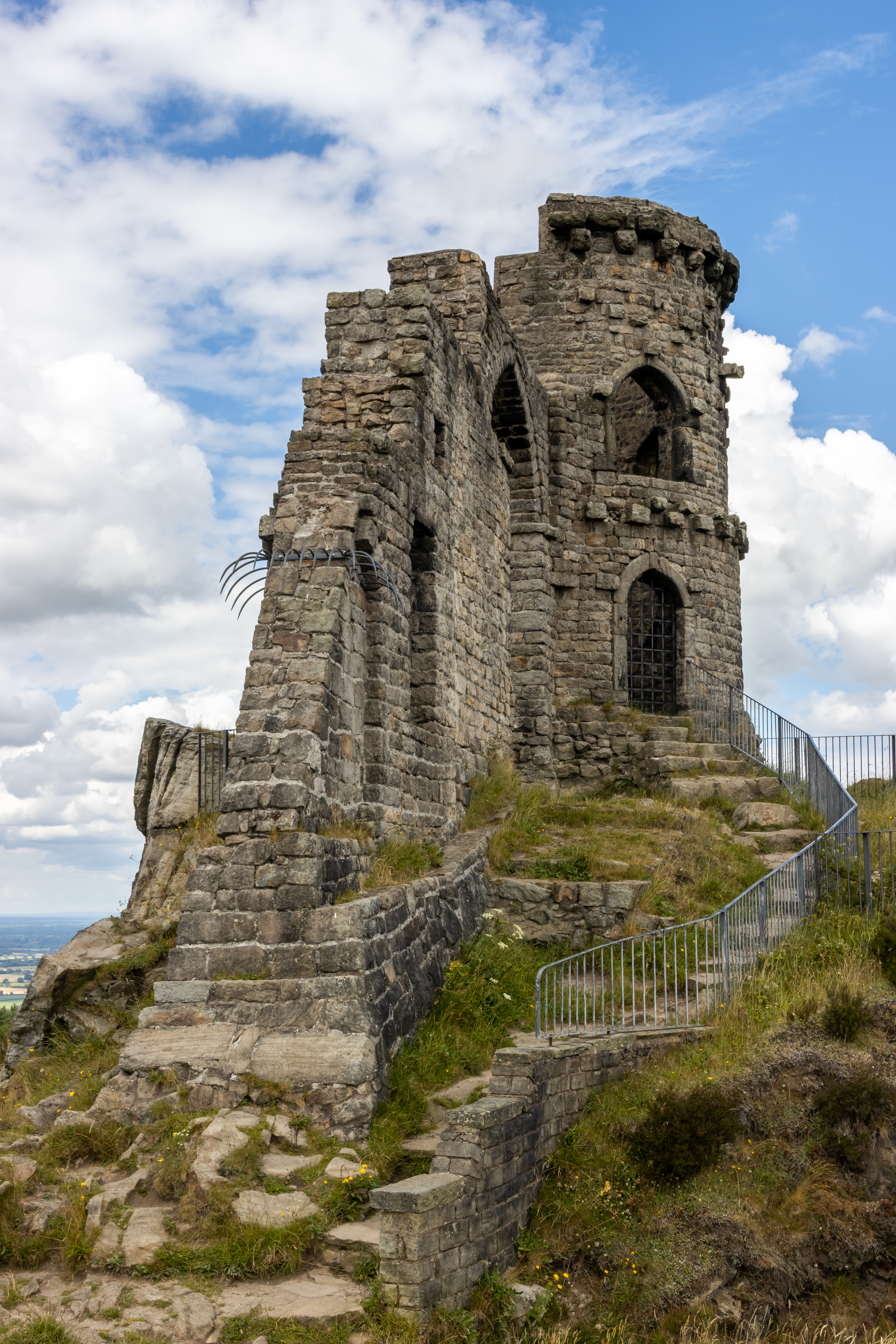
Mow Cop Castle

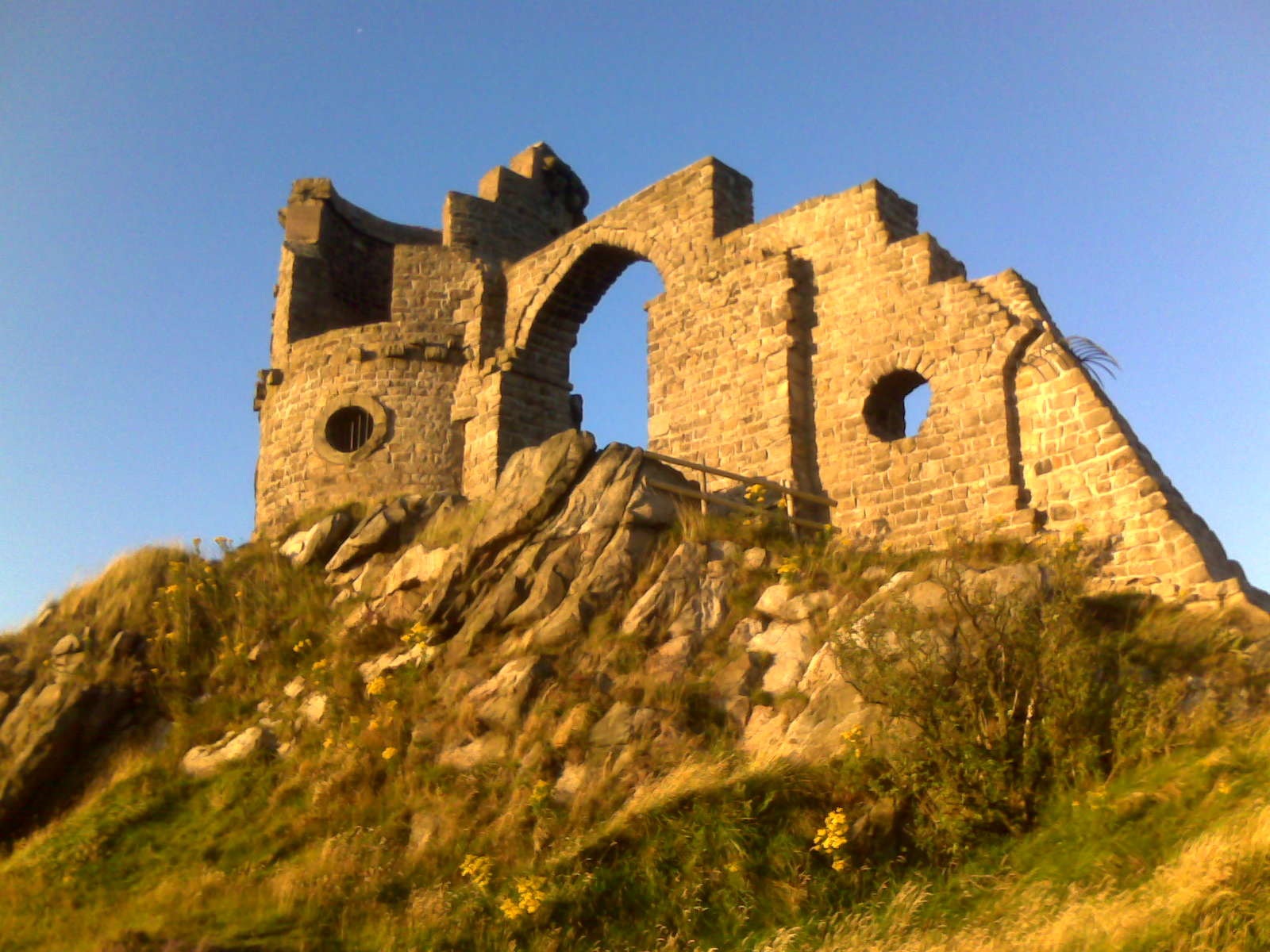
Castillo de Mow Cop al atardecer

El castillo de Mow Cop es un castillo situado en Mow Cop en la parroquia civil de Odd Rode, Cheshire, Inglaterra. Está designado como edificio catalogado de Grado II en la Lista del Patrimonio Nacional de Inglaterra. La cresta sobre la que se asienta el castillo forma el límite entre los condados de Cheshire y Staffordshire, las diócesis de Chester y Lichfield y las provincias eclesiásticas de Canterbury y York.

## Historia
En él se han encontrado restos de un campamento prehistórico. En 1754, Randle Wilbraham, del cercano Rode Hall, construyó una elaborada casa de verano que parecía una fortaleza medieval y una torre redonda. La zona alrededor del castillo era famosa a nivel nacional por la extracción de piedras de molino  de alta calidad para su uso en molinos de agua. Las excavaciones en Mow Cop han encontrado piedras de molino que datan de la Edad del Hierro.
El castillo fue entregado al National Trust en 1937. Ese mismo año, más de diez mil metodistas se reunieron en la colina para conmemorar la celebración del primer campamento metodista primitivo. Aunque originalmente se permitía a los visitantes entrar en el edificio, el área que lo rodea ha sido vallada debido a varios intentos de suicidio y un suicidio en la cornisa. A principios del nuevo milenio, en el año 2000, se encendió un gran fuego junto a la locura como parte de una red de faros comunicantes en todo el país. Mow Cop y su capricho son las imágenes centrales de la novela Red Shift de Alan Garner.